# San Cebrián de Mazote (església)
L'església de San Cipriano o de San Cebrián, del municipi homònim de San Cebrián de Mazote (Valladolid), està situada al centre de la localitat. És la parròquia de la població, temple catòlic que pertany a l'arquebisbat de Valladolid.

## Història
No es tenen dades segures del seu origen. Per les seves característiques, sembla que sobre una església visigòtica central del segle vii, es reconstrueix una estructura basilical preromànica a principis del segle x, amb aportacions mossàrabs. Un document de 952 indica que l'any 916, els monjos del monestir de Sant Martí de Castañeda van poblar el lloc de Monzoute, identificat amb la localitat actual de San Cebrián de Mazote. Tot i les contínues campanyes d'Almansor pels territoris propers, San Cebrián de Mazote no es va veure afectat per estar situat en un lloc aïllat.
Al segle xvi es cobreixen les tres naus amb una sostrada de fusta a dos aiguavessos, sense distingir les naus laterals. Les darreres reformes del temple es feren al segle xviii, quan es cobreixen els sostres amb voltes de maons, amb una cúpula sobre petxines en el creuer i volta de canó amb llunetes en la nau central, que apareix datada en l'any 1778 en la mateixa cúpula; i en el segle xix, quan es va construir una portalada amb espadanya als peus del temple.
L'antiguitat i importància artística d'aquesta església comença a ésser valorada l'any 1902, quan Agapito y Revilla i Lampérez tracen els plànols i estudien el conjunt, i entre els estudiosos serà Gómez-Moreno qui l'adscriu a l'estil mossàrab i qui proposa la forma original del temple, proposta que serà traslladada posteriorment, excepte alguns detalls, als successius projectes de restauració.
Durant 1932-1934 es restaura el monument, interpretant la capçalera i incloent l'absis central de planta de ferradura, per seguir uns models considerats més genuïns, i es deixen sense resoldre les voltes i el cimbori, per no tenir-ho clar. Entre 1941 i 1944 es finalitza la restauració, col·locant les voltes i el cimbori, i les parts restituïdes les construeixen amb maons, per diferenciar-les de les parts originals. Si el sostre de l'església havia arribat molt deteriorat, i en pocs llocs es podia conèixer la coberta original, al creuer no es conservava res, i la reconstrucció es fa seguint el model de l'església de Santiago de Peñalba, com a arquetip. L'any 1990 es torna a realitzar una nova intervenció dirigida per l'arquitecte Salvador Mata.

## Arquitectura

### Estructura
Església de planta basilical de tres naus, separades per una arcada de ferradura, amb més altura la nau central que és il·luminada per finestres als murs per damunt de les naus laterals (claristori). La capçalera està formada per tres absis, de planta quadrada els laterals i el central amb forma de ferradura inscrita en un quadrat; i als peus de la nau un altre absis amb forma de ferradura inscrit en un quadrat. Els braços del transsepte acaben en sengles exedres. És el temple de major grandària d'aquest període.
El sistema de cobertes és de volta lobulada en els espais que tenen planta de ferradura i en el creuer: l'absis, amb 5 lòbuls més el de l'entrada; l'absis dels peus de la nau amb 9 lòbuls més el de l'entrada; les exedres del transsepte, amb 7 lòbuls més el de l'entrada; i el creuer amb 8 lòbuls de maons, carregada sobre arcs formers. Els absis laterals quadrats es cobreixen amb volta de creueria. Les naus tenen sostrada de fusta, amb coberta de dos aiguavessos la central i a un aiguavés les laterals.

### Interior
Del seu programa escultòric destaquen els capitells, el major conjunt que es conserva en una església preromànica de tota la península; i un baix relleu figuratiu del segle x, exemplar també excepcional per la seva raresa.
Els 38 capitells existents, amb varietat d'estils, i alguns clarament reaprofitats de construccions anteriors, apareixen emparellats de dos en dos. De la distribució dels capitells, cal destacar: els quatre capitells idèntics situats als peus de l'església, del segle VII; la semblança de tots els capitells situats a les arcades que separen les naus, dels segles VIII-IX; els capitells que suporten el cimbori i els que estan davant l'absis central són de tipus corinti, de magnífica talla, del segle iv i, per tant, els elements més antics; i els capitells de dins de les capelles són similars entre si.
En el baix relleu, tallat obliquament, a bisell, es troba representada, a l'esquerra, la façana d'un edifici amb una gran porta de ferradura en el centre, i a la dreta, dos busts de personatges, el primer en acció de beneir, que podrien representar a Jesús i a un sant. Aquest baix relleu mostra la influència de Bizanci en la iconografia, de l'art visigòtic en la tècnica del bisell, i de l'art califal en la representació de l'arc de ferradura califal.

## Galeria d'imatges

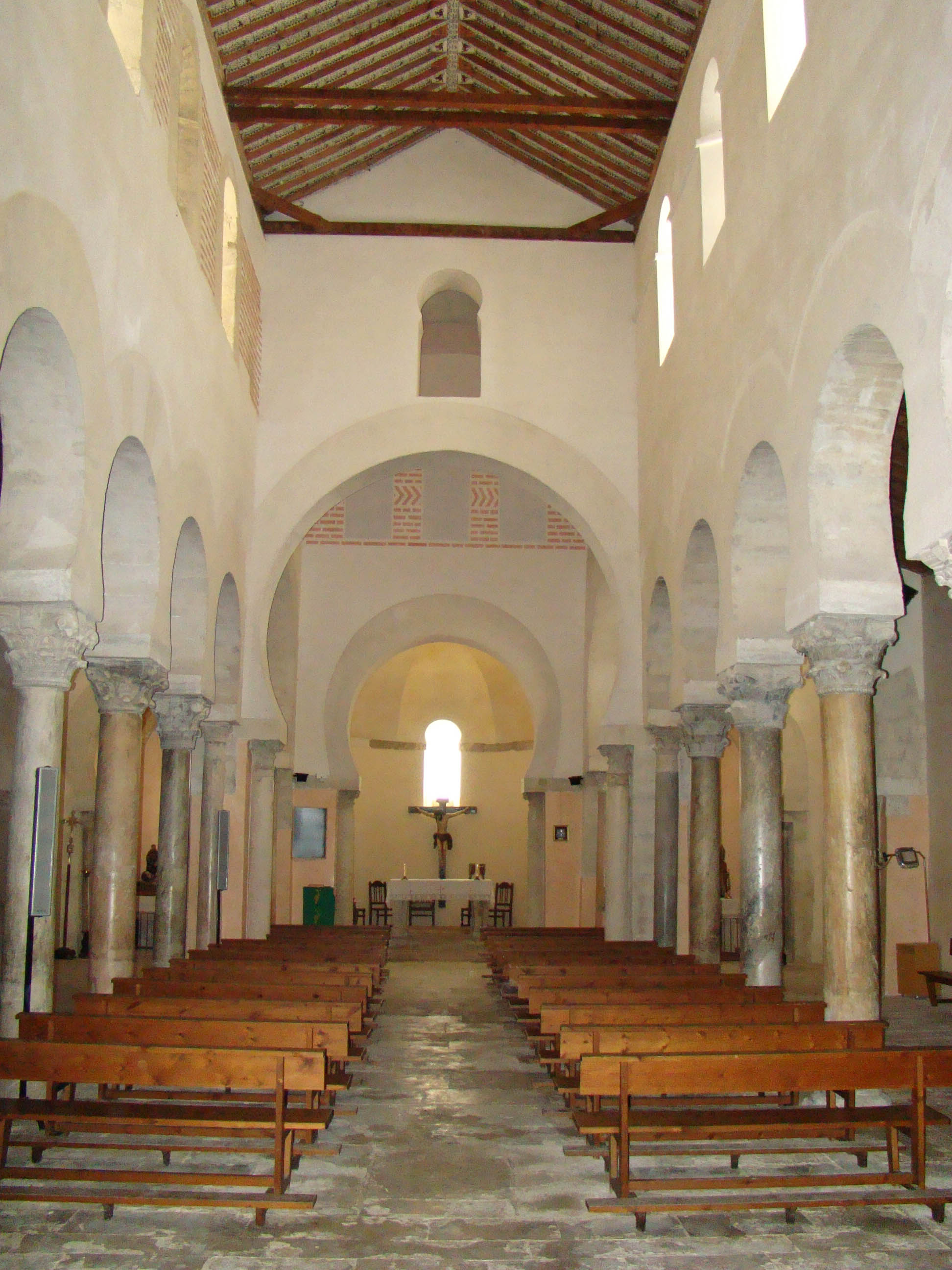
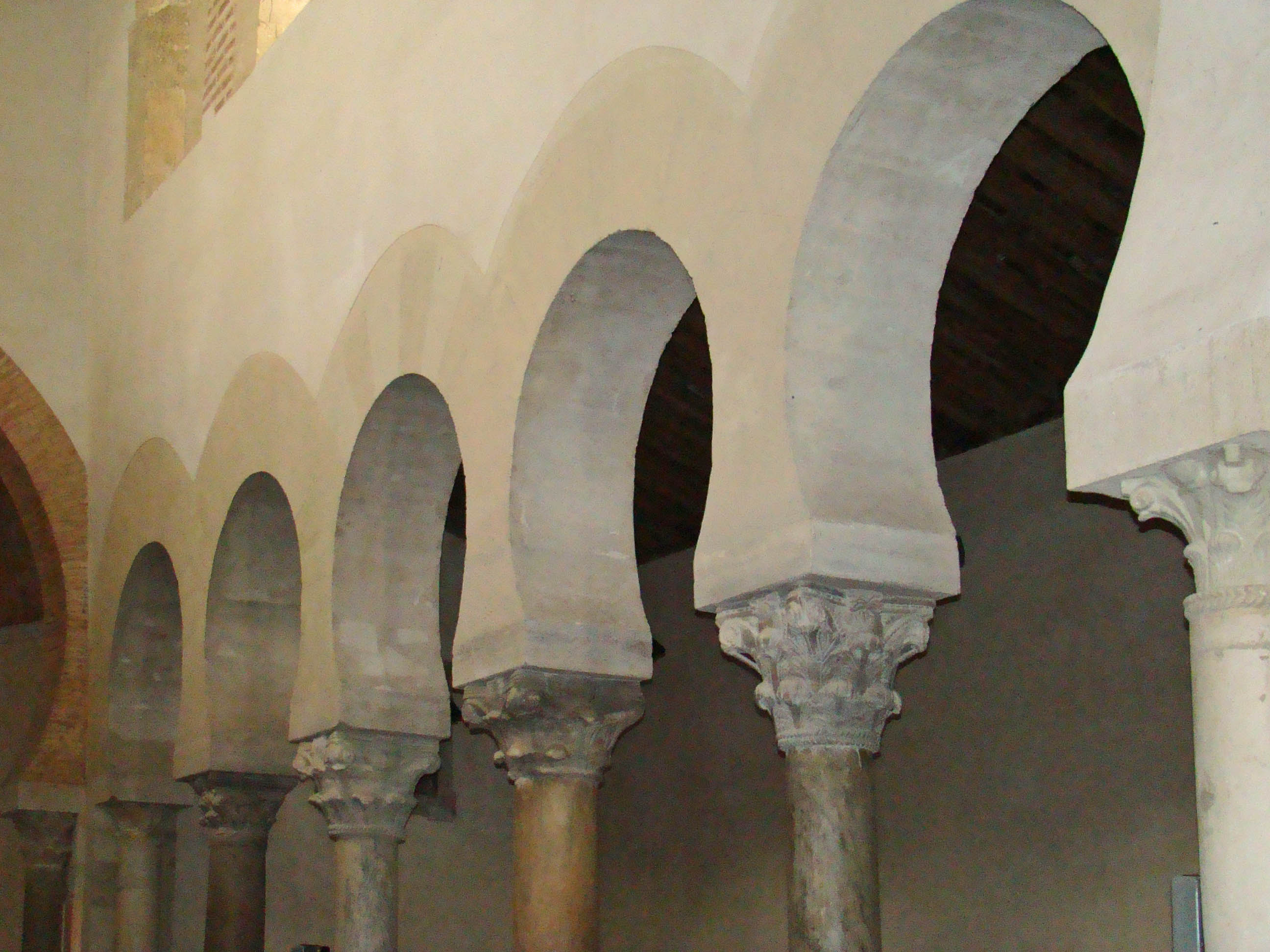
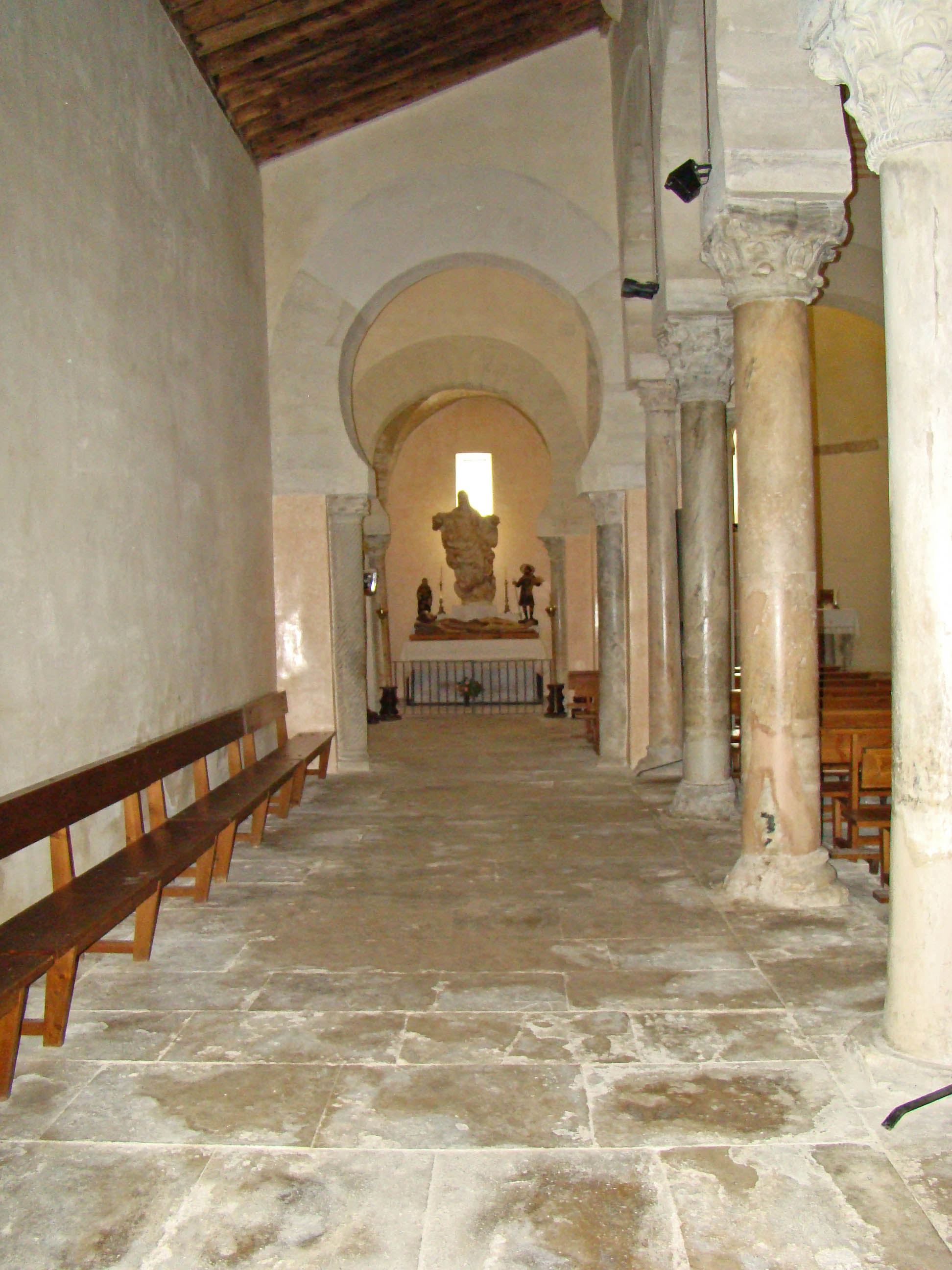
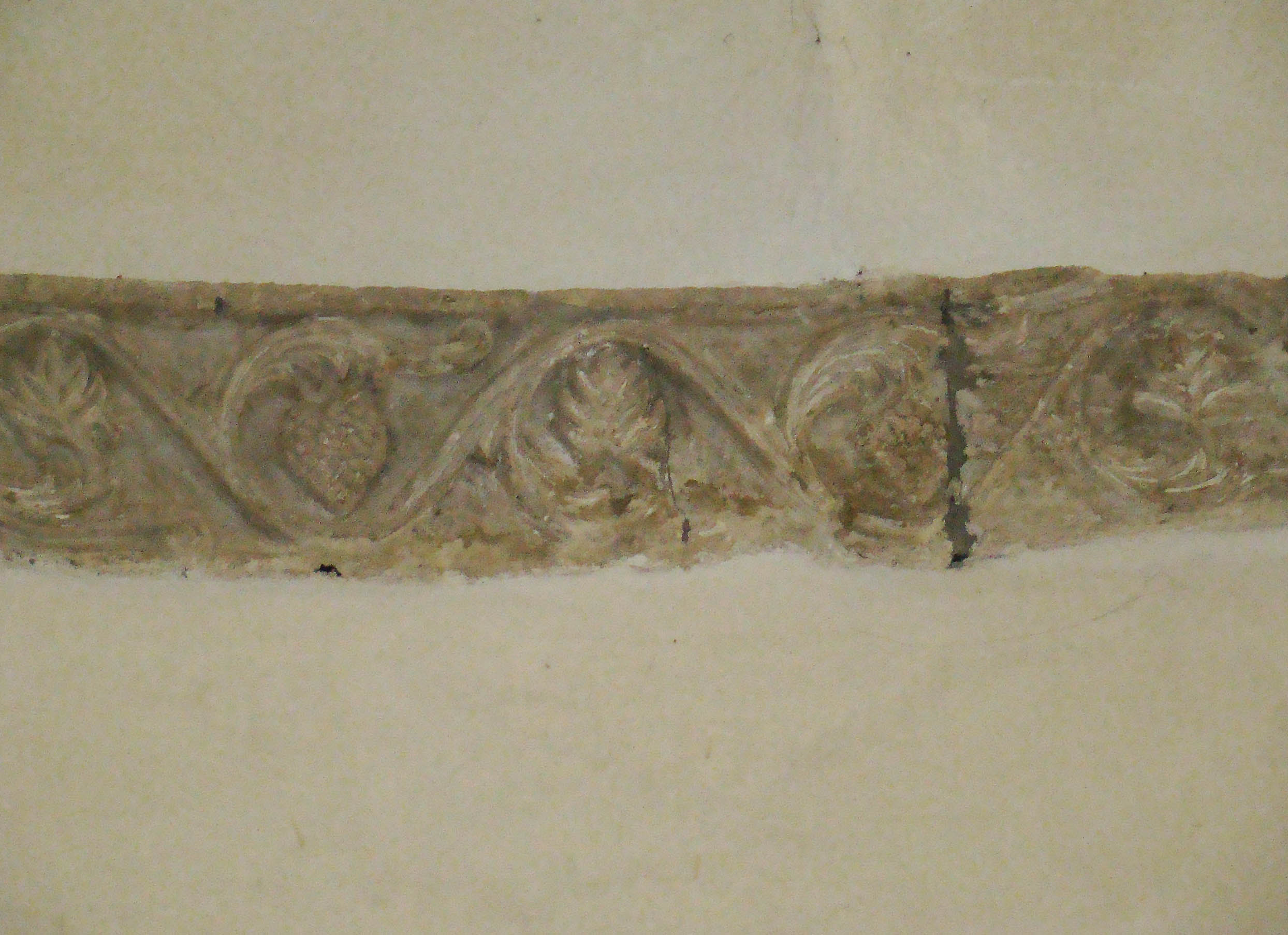

- Nau central i capçalera del temple.
- Arcada de separació entre la nau central i la nau del costat de l'evangeli.
- Nau lateral i capella del costat de l'evangeli.
- Restes de la decoració original a l'absis central.